# Трубная площадь
Тру́бная пло́щадь — площадь на Бульварном кольце, Центрального административного округа Москвы. На площадь выходят Петровский бульвар, Рождественский бульвар, Неглинная улица, Цветной бульвар и Трубная улица.

## Происхождение названия
Название дано по отверстию в башне Белого города для реки Неглинной, которое было прозвано в народе «Трубой».

## История

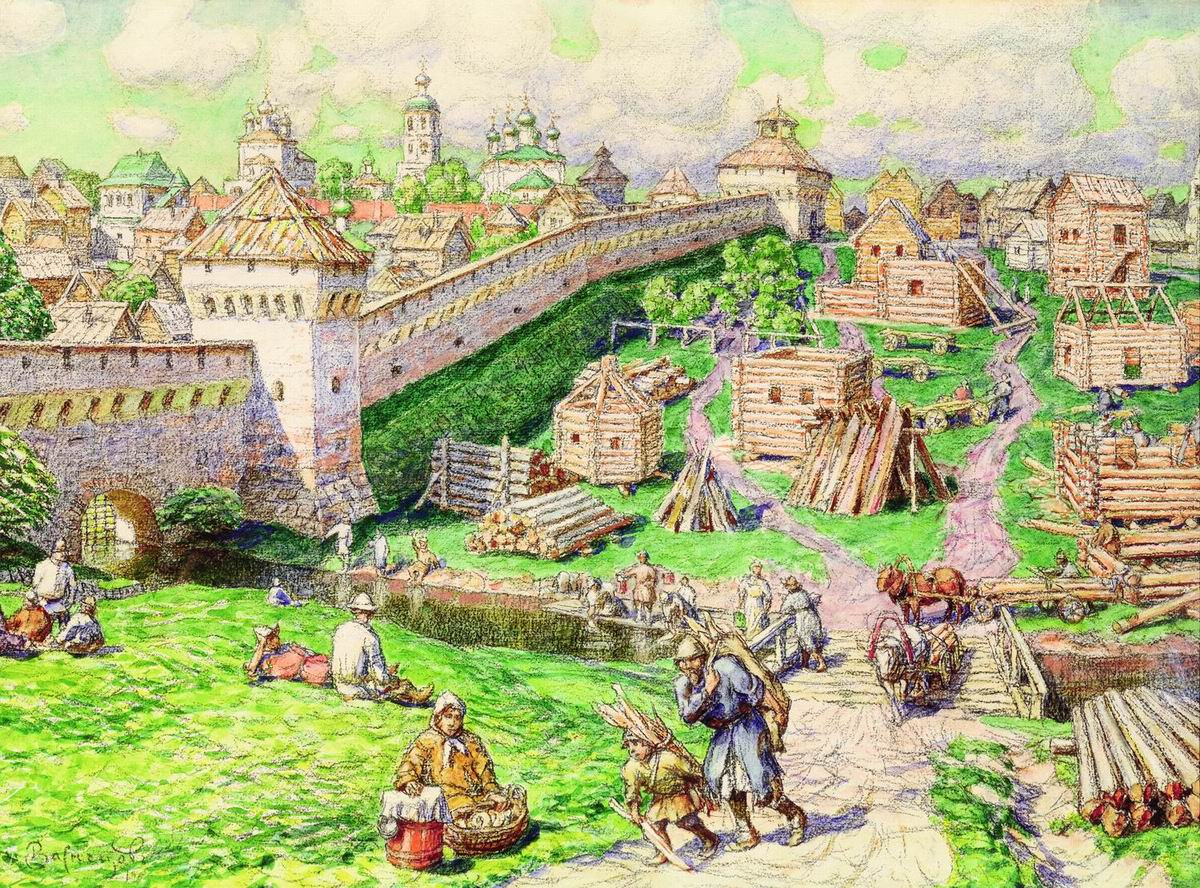
Лубяной торг на Трубе. Рис. Аполлинария Васнецова

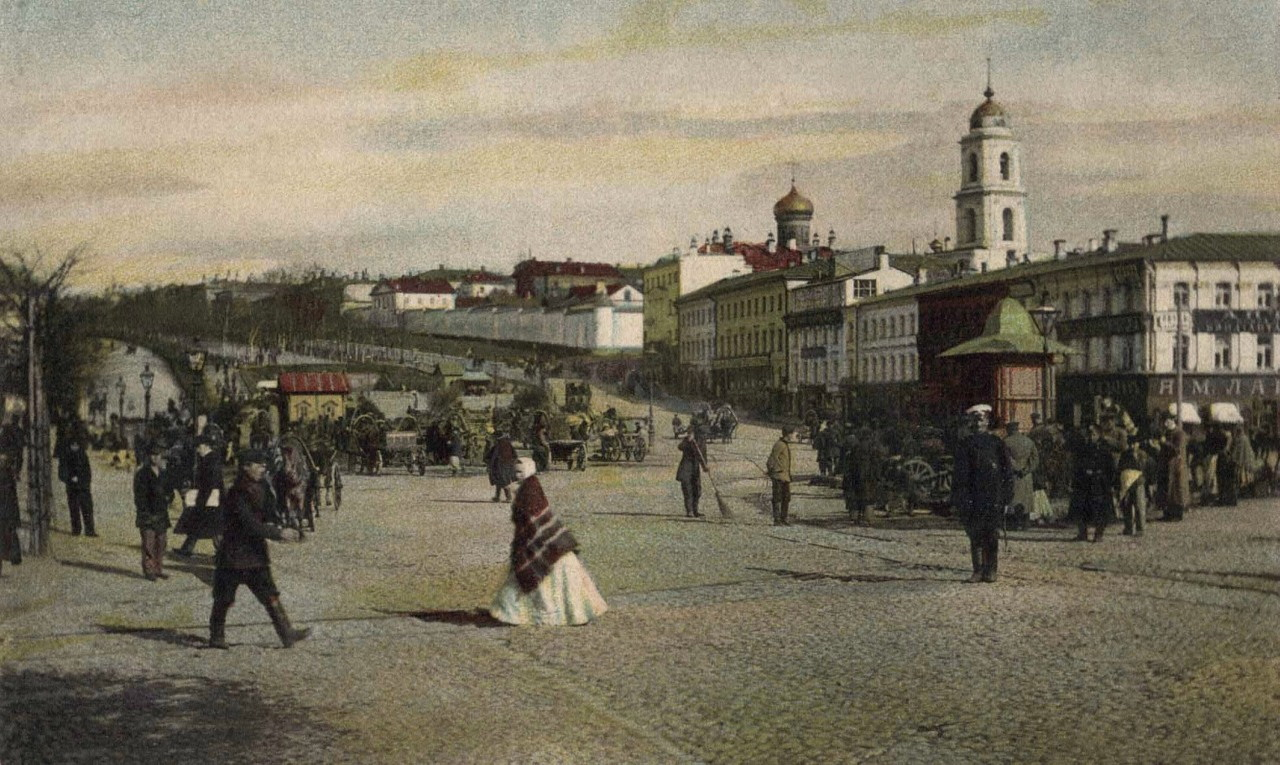
Трубная площадь у Рождественского бульвара. Открытка начала XX века.

С 1590 по 1770 год здесь проходила стена Белого города, в которой находилась глухая башня — без ворот. Рядом с башней было проделано отверстие для протекавшей здесь Неглинной реки, перекрытое решёткой. Народ прозвал это отверстие «трубой», а рынок, раскинувшийся с внешней стороны стены — Трубным. На рынке торговали, главным образом, брёвнами, досками и срубами. Летом площадь часто представляла собой непроходимое болото, а зимой здесь устраивались масленичные катальные горы и организовывались кулачные бои. В 1770 году стена Белого города была разобрана, на её месте возникло Бульварное кольцо. В 1817 году Неглинка была заключена в подземный коллектор (трубу), после чего в месте, где река пересекала кольцо бульваров, образовалась обширная площадь, получившая имя Трубная. В 1824 году площадь была приподнята насыпкой земли около одного метра и замощена.  В 1840-х годах на Трубу — в самое начало Большого Трубного бульвара — переехал с Театральной площади цветочный рынок.
В 1872 году через площадь проложили линию конки, проходившую по Бульварному кольцу. На Трубной площади в неё впрягали дополнительную пару лошадей, чтобы втащить вагон на крутой подъём Рождественского бульвара, бывший крутой берег Неглинной. К 1909 году через площадь пошёл трамвай. С середины XIX века здесь находился птичий рынок, где торговали певчими птицами, собаками и другими мелкими животными. Рынок на площади, неоднократно менявший свою специализацию, просуществовал до 1924 года.
В 1947 году площадь реконструировали и расширили. Вплоть до работ по расширению коллектора подземной реки, проведённых в 1974—1975 годах, Неглинка при паводках вырывалась на поверхность и порой затапливала площадь, превращая её в озеро. В начале XXI века, в ходе реконструкции Цветного бульвара, в северной части площади была установлена колонна в честь погибших сотрудников МВД. В августе 2007 года на площади открыта станция метро «Трубная».
9 марта 1953 года во время процессии похорон Сталина в Колонном зале Дома Союзов произошла массовая давка в толпе людей, скопившихся на Трубной площади, перекрытой кордонами из тяжёлых грузовиков и конными нарядами, и крутом спуске Рождественского бульвара. Это привело к катастрофическим последствиям со значительными человеческими жертвами.

Когда я оказалась на, я поняла свою неудачу. Я попала в нехорошее место, потому что Трубная площадь была оцеплена военными грузовиками, которые плотно прилегали один к другому. У каждого грузовика с внутренней стороны стоял солдат. Площадь была заполнена толпой, которая одновременно вся как-то медленно качалась. Хотя это было 9 марта, но был морозный вечер, никакого снега в Москве не было, совершенно чистый асфальт, чистые мостовые, и морозный пар от дыхания толпы поднимался вверх цельным клубом, вместе с качанием толпы. Вот это качание мне показалось очень страшным. Трубная площадь устроена как чаша, и в её центре образовалась как будто воронка. И было понятно, что если ты попадёшь в этот цикл вращения, то тебе никогда не выбраться из него. И тогда я очень испугалась. Я поняла, что там что-то нехорошее и страшное в центре происходит.
— Екатерина Старикова, проект «05/03/53/»
Герман Плисецкий посвятил этой трагедии поэму «Труба», написанную в 1965 году и впервые опубликованную в 1967 году в журнале «Грани» во Франкфурте-на-Майне. На эту же тему в 1990 году режиссёром Евгением Евтушенко был снят художественный фильм «Похороны Сталина».

## Строения

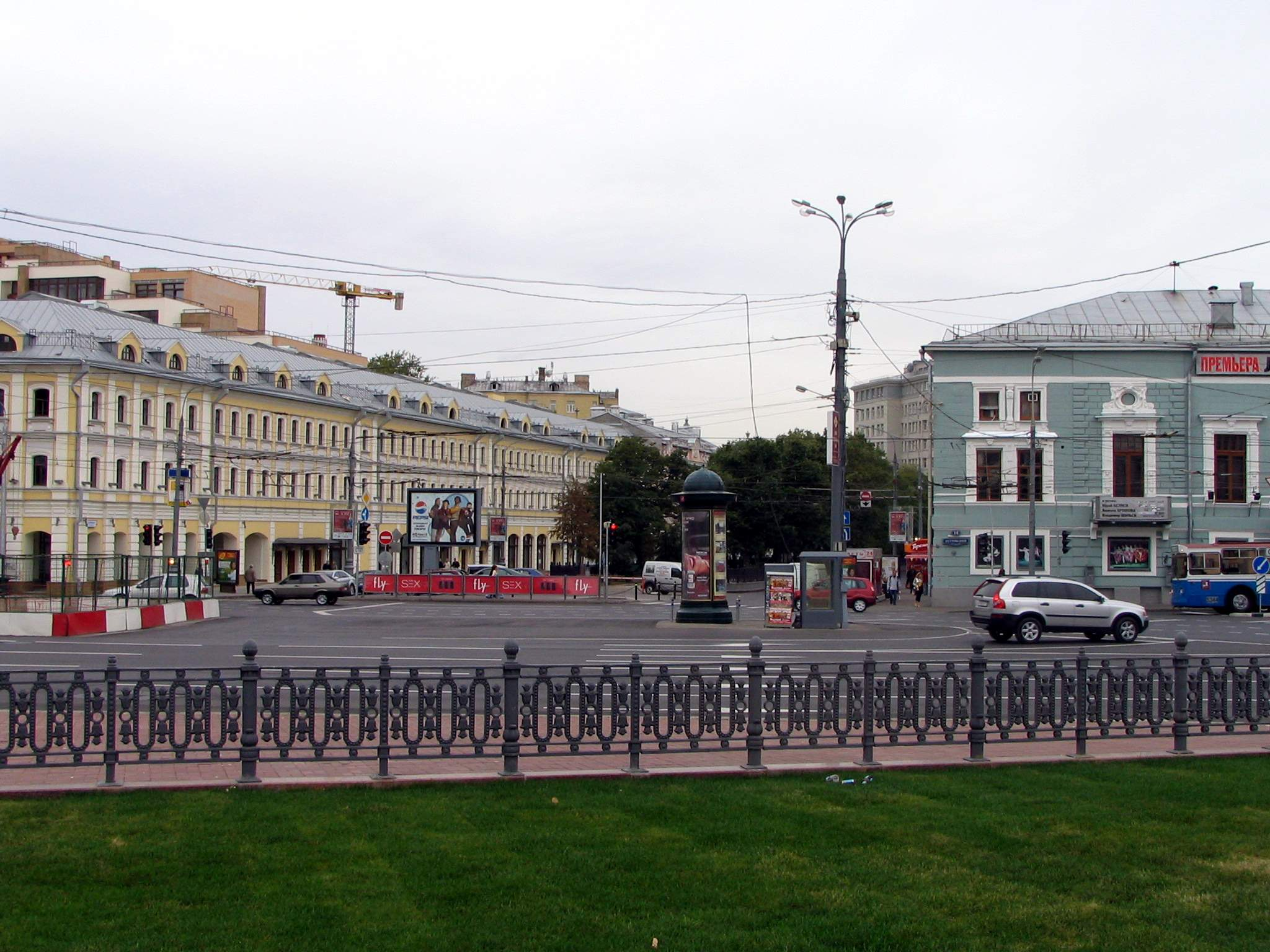
Южная часть площади. Неглинная улица

Памятник на Трубной площади

В юго-западной части площади, на углу Неглинной улицы и Петровского бульвара, находится бывшее здание ресторана и гостиницы «Эрмитаж», построенное в 1864 году. В настоящее время в здании находится театр Школа современной пьесы (дом № 29/14).
Юго-восточная часть площади вплоть до середины XIX века была занята огородами расположенного неподалёку Богородице-Рождественского монастыря. В 1865 году здесь был построен двухэтажный дом, в котором сдавались дешёвые квартиры студентам. Дом неоднократно перестраивался, а в начале XXI века был снесён. Сейчас здесь с нуля возведен квартал, сочетающий псевдо-старинный стиль с модерном, под названием «Неглинная Plaza».
Северо-западный угол на стыке Петровского и Цветного бульваров застроен прижатыми друг к другу однотипными купеческими домами конца XIX века.
В северо-восточном углу площади между Цветным бульваром и Трубной улицей находился трёхэтажный дом Внукова, на первом этаже которого в середине XIX века располагался трактир «Крым», имевший дурную славу притона, где собиралось общество городского «дна». Подвалы трактира носили название «Ад» и «Преисподняя». В XX веке трактир был закрыт, в доме Внукова расположился магазин. В 1981 году дом Внукова был снесён, а на его месте построен Дом политического просвещения МГК КПСС, в 1991 году преобразованный в Парламентский центр России. В 2004 году он был, в свою очередь, полностью снесён, на его месте с того времени идёт строительство «многофункционального комплекса административных и жилых зданий».

## Общественный транспорт

### Метро
- Станция метро «Трубная».
- Станция метро «Цветной бульвар».

### Автобус
- Автобусы: м5, м53, 538, н6.